# Kleidung im Mittelalter

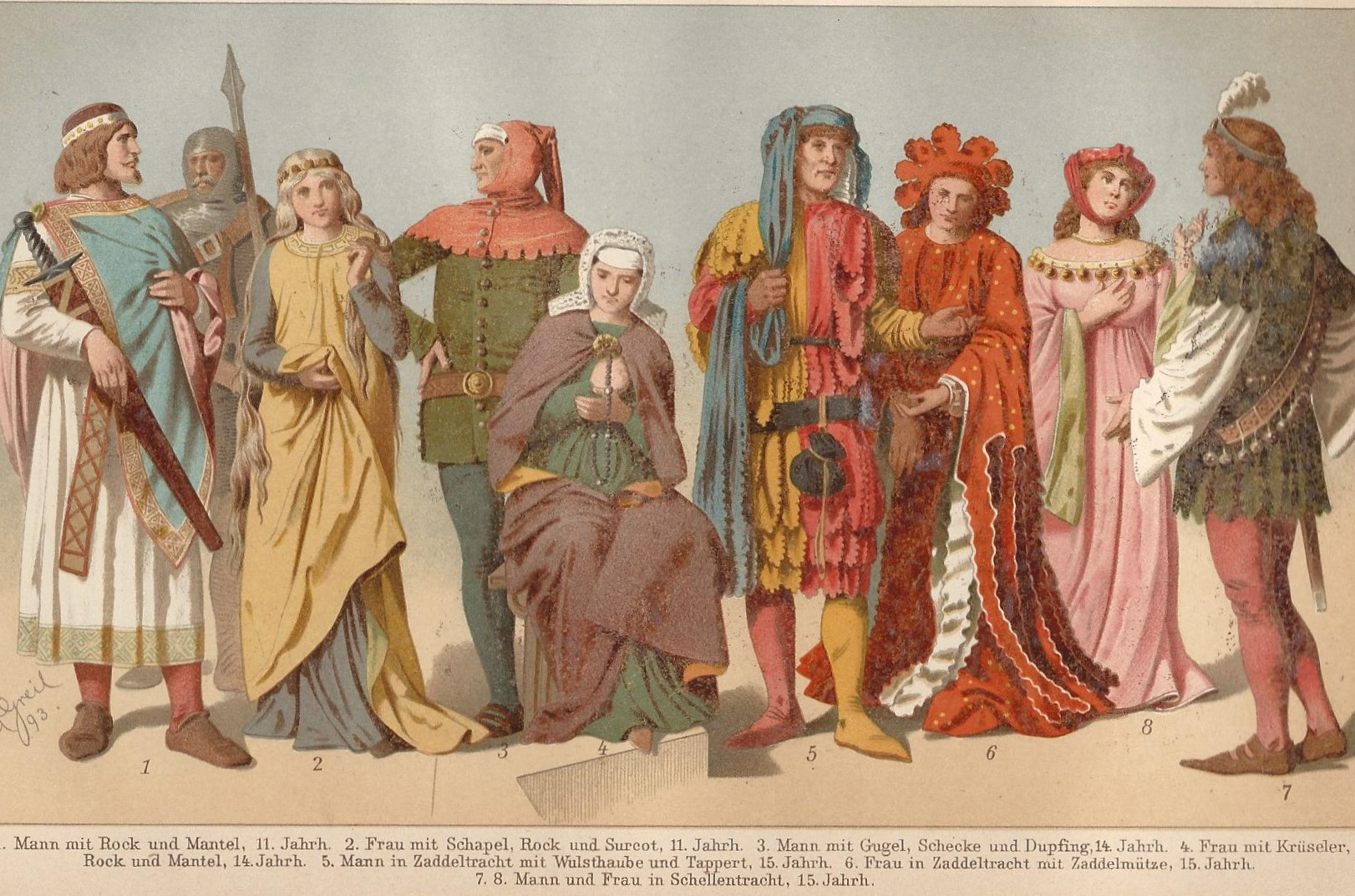
Kleidung des Mittelalters. Aus der Brockhaus Enzyklopädie, 1893

Die Kleidung im Mittelalter in Europa spiegelte den Platz der gekleideten Person innerhalb der mittelalterlichen Ständeordnung wider. Die Unterschiede zwischen den Ständen lagen meist jedoch nur im verwendeten Material und dem dazugehörigen Zierrat. An verfügbaren Materialien zur Textilherstellung für die niederen Stände gab es Leinen, Hanf, Nessel (diese drei insbesondere zur Verwendung für die Unterbekleidung) und Schafwolle (diese insbesondere für Oberbekleidung). Der höhere Stand konnte noch zusätzlich auf teure Importstoffe aus Seide zurückgreifen und nutzte generell bessere Textilqualitäten und veredelte Tuche.

## Kleiderfarben
Die Farbwahl war ein Unterscheidungskriterium zwischen den Ständen. Generalisierend lässt sich sagen, dass aufwändige, also teuer zu erzeugende Farben den höheren Ständen vorbehalten waren.
Um diesen Unterscheidungsstatus aufrechtzuerhalten, aber auch um den Aufwand der Kleidung zu begrenzen, wurden immer wieder so genannte Kleiderordnungen verfasst.

### Farbstoffe
Neben der Verwendung naturfarbener Stoffe, welche wohl überwiegend nur im niederen Stand benutzt wurden, wurden die Stoffe auch eingefärbt, wie Abbildungen in Büchern, überlieferte Färberezepte und archäologische Befunde zeigen. Dies geschah meist mit aus Pflanzen gewonnenen Farbstoffen. So wurden beispielsweise aus der Birke, dem Rainfarn und dem Färber-Wau gelbe Farbstoffe gewonnen. Die wichtigste Pflanze für Rot war der Krapp, daneben eignen sich aber auch Gänsefuß, Ahornwurzeln, Schlehdorn und bestimmte Flechten dafür. Blaue Färbungen wurden mit Hilfe der Färbepflanze Färberwaid erzeugt, aber auch Indigo wurde zunehmend importiert.
Farbextrakte tierischen Ursprungs wurden ebenfalls genutzt. Aus der Kermeslaus, die in mehreren Gattungen in Europa beheimatet ist, wurde ein teures Rot gewonnen. Der aus der Purpurschnecke gewonnene Purpur-Farbstoff war so wertvoll, dass er ausschließlich dem Hochadel vorbehalten war.

## Textilherstellung
Die einfachen unveredelten Textilien für den niederen Stand wurden oft in eigener Heimarbeit erzeugt. Oftmals zählten Tuche direkt zu den erhobenen Abgaben der Abhängigen an ihre Herren, den niederen Adel und den Klerus.
Neben den je nach Fasermaterial verschiedenen Faseraufbereitungstechniken wurde zum Verspinnen der Fasern noch bis ins 13. Jahrhundert allein die Handspindel genutzt. Dann kamen erste einfache Spinnräder auf. Die Tucherzeugung nahm im Hochmittelalter schon große Umfänge an. Vom senkrechten Gewichtswebstuhl ging man im 13. Jahrhundert auf den waagrechten Trittwebstuhl über. Jeder Arbeitsschritt auf dem Weg zum fertigen Tuch wurde von spezialisierten Handwerkern übernommen. Es bildeten sich im hohen Mittelalter regelrechte Manufakturzentren der Tucherzeugung heraus, insbesondere sind hier Sizilien, Norditalien, Südfrankreich, aber auch Flandern und Brabant zu nennen. Im späten Mittelalter stieg die Bedeutung süddeutscher Tuchherstellung an.

## Kleidermode in den verschiedenen Unterepochen
Generell weist die Betrachtung der Bekleidung dieser Zeit systembedingt Fehler auf. An Darstellungen (Malerei & Skulptur) überwiegt deutlich der adlige Bereich, Darstellungen der niederen Stände sind seltener. Die Abbildungsqualität ist bis Ende des 14. Jahrhunderts noch recht schlecht, es tritt bis dahin kein realistischer Abbildungsstil auf. Kleidungsstücke, die diese Zeit überdauert haben, sind oft nur sehr spezielle Krönungs-, Kleriker- oder Heiligengewänder, welche in Schatzkammern und als Reliquien die Zeit überdauert haben. Die Auswahl dieser Bekleidung kann man berechtigterweise als nicht repräsentativ betrachten. Archäologische Textilfunde hingegen sind relativ selten und oft nur sehr fragmentarisch erhalten.

### Kleidung der Romanik
Die Kleidung der Romanik von etwa 800 bis etwa 1200 war noch sehr von der byzantinischen Mode, die ursprünglich aus der römischen Tracht entstand, beeinflusst. Diese Einflüsse wurden jedoch mit der Zeit schwächer und waren im 11. Jahrhundert nur noch an den Gewändern der Geistlichen zu erkennen. Als Verzierungen wurden in der Romanik noch häufig aufwändig brettchengewebte Borten genutzt.

#### Kleidung des Mannes in der Romanik
Der Mann trug ein Unterhemd und eine Art Unterhose (genannt: Brouche) aus Leinen. Darüber wurde ein langärmliger Kittel getragen. Der wollene Kittel reichte bis über die Knie und wurde gegürtet. Um die Schultern legte man einen Rechteckmantel aus Wolle, der auf der rechten Seite durch eine Spange gehalten wurde. Als Kopfbedeckung wurden Filzhüte getragen. Die Füße und Beine wurden bis ins 11. Jahrhundert noch mit Binden umwickelt, danach setzten sich lange Strumpfbeine durch, welche man heute als Beinlinge bezeichnet. Die Schuhe bestanden aus Leder und wurden wendegenäht hergestellt. An Frisurmoden überwiegen in dieser Zeit kürzere Haarschnitte. Als Schmuck trug der Mann Mantelspangen und Armreife sowie Gürtel und Schnallen überwiegend aus Buntmetall (Bronze). Höhere Stände nutzten auch Silber und Gold.

#### Kleidung der Frau in der Romanik
In der Romanik war die Kleidung der Frau bis ins 11. Jahrhundert nicht sehr körperbetont. Sie trug ein leinenes, fußlanges Untergewand mit langen Ärmeln. Darüber wurde ebenfalls ein knöchellanges Obergewand mit weiten, kurzen oder spitz endenden Ärmeln angezogen. Ab dem 11. Jahrhundert wurde das Obergewand wesentlich körperbetonter, vermutlich über der Taille geschnürt. Das Unterkleid wurde stärker durch Keile geweitet und bodenlang verlängert. Im 12. Jahrhundert nimmt die Formenvielfalt bei den Oberkleidern weiter zu: Neben langen, weiten Obergewändern wird weiterhin der seitlich geschnürte Bliaut getragen. Es gibt aber auch Darstellungen von oberschenkellangen „Schlauchkleidern“. Die Ärmel sind beim Adel weit, bei niedrigeren Ständen eng anliegend. Zusätzlich kann ein Mantel getragen werden, der über der Brust geschlossen wird. Verheiratete Frauen trugen das Haar bedeckt. Als Kopfbedeckung dominiert im 11. Jahrhundert eine Art Schleiertuch und im 12. Jahrhundert ein langer Stoffstreifen, der in verschiedenen Varianten um Kopf und teilweise auch den Hals geschlungen wird. An der Wende zum 13. Jahrhundert kommt das Gebende (oder Gebände) auf, eine drei bis sechs Zentimeter breite Leinenbinde, die die Wange und das Kinn bedeckte. Darauf setzte man kleine flache Hauben, das Schapel oder Schleier. Adlige Frauen trugen meist reich verzierte Kopfreife. Die Schuhe der Frauen unterschieden sich nicht wesentlich von denen der Männer. Die Haare hatte man immer noch gerne blondiert, wie es schon im alten Rom üblich war. Es wurde glatt oder geflochten getragen, später dann gelockt und aufgelöst. Schmuck wurde im 11. Jahrhundert vom Adel noch reichlich getragen. Neben Fibeln wurden insbesondere Ketten, Ohr- und Fingerringe getragen. Im 12. Jahrhundert nimmt der Schmuck deutlich ab, d. h., es werden nur noch Fibeln/Fürspane und gelegentlich Fingerringe getragen. In hochadeligen und kirchlichen Kreisen kommen dafür vermehrt Handschuhe auf.

### Kleidung der Gotik
In der Gotik wurde die Kleidung zunehmend aufwändiger. Allerdings ist auch diese Aussage durchaus systembedingt kritisch zu betrachten, denn erst ab der Zeit der Hochgotik und Spätgotik existieren detaillierte, realistische Bildnisse der Kleidung. Die Moden der Früh-, Hoch- und Spätgotik unterscheiden sich sehr wesentlich voneinander. Es ist daher schwer, kurze, generalisierende Aussagen über die gesamte Gotik hinweg zu treffen. Zu Beginn der Frühgotik im 13. Jahrhundert nähert sich die männliche Mode der weiblichen stark an. Beide Geschlechter tragen lange Oberbekleidung in Form einer sogenannten Cotte. Es überwiegt anfangs anscheinend eine wenig körperbetonte Mode, die im Wesentlichen hoch aufragende, schlanke Körper zeigt – eine Gemeinsamkeit mit der gotischen Architektur. Gegen Ende des 13. Jahrhunderts und im 14. Jahrhundert nimmt die Formenvielfalt wesentlich zu und es kommt auch wieder zu teilweise extremen Herausstellungen der Körperbetonung und zu Detailversessenheiten wie beispielsweise der Knopfmode oder den extrem langen Zipfeln an der sogenannten Gugel. Die folgenden Kleidungsbeschreibungen betreffen eher die Hoch- und Spätgotik.

#### Kleidung des Mannes in der Gotik

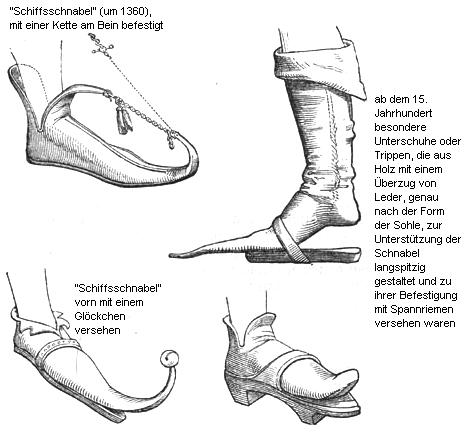
Schnabelschuhe

Der Mann trug ein fußfreies Unter- und Überkleid. Der Rock reichte bis zu den Knien und wurde am Saum bisweilen geschlitzt. Über dem langärmligen Unterrock wurde die Suckenie (ein ärmelloser Überrock) getragen. Dazu gab es eine leinene Unterhose und enganliegende oberschenkellange Strümpfe, mhd. die hose. Wegen möglicher Verwechslung mit dem modernen Hosenbegriff hat sich heute der Begriff Beinlinge eingebürgert. Später entwickelte sich das Unterkleid zu einem kurzen engen Rock mit Stehkragen und reich gefaltetem Rücken, auch Schecke genannt. Diese wurde vorne aufgeschnitten und mit Knöpfen oder Bändern wieder geschlossen. Manchmal blickte darunter das Hemd hindurch, welches aus feinstem Leinen gemacht wurde und in lauter kleine Falten gelegt wurde. Darüber trug man einen weiten, mantelartigen Umhang, die Houppelande, Heuke oder ein kurzes, kaum bis zum Gesäß reichendes Mäntelchen.
Als Kopfbedeckung setzte man eine Gugelhaube auf, eine kragenartige Kapuze mit langem Zipfel. Als Schuhe trug man Wendeschuhe, die wie auch bei anderer Kleidung üblich auf Links genäht und dann umgestülpt wurden, so dass die Naht innen liegt. Eine besondere Form waren die Schnabelschuhe, auch Poulines genannt, die sehr lange Spitzen aufwiesen und im 14. und 15. Jhd. aufkamen. Aber auch mit Sohlen benähte Beinlinge wurden getragen. Das Haar wurde offen und gelockt auf der Schulter hängend getragen. Später war es nur noch halblang und über dem Gesicht kurz. Aber auch vielerlei Kopfbedeckungen waren üblich. Sehr verbreitet war eine einfache leinene Bundhaube. Das Gesicht war entweder glattrasiert oder mit einem Vollbart bedeckt, der langsam wieder in Mode kam.
Der Schmuck des Mannes bestand aus einem Fürspan auf dem Überrock und prunkvollen Gürteln mit Taschen, den Dusings.

#### Kleidung der Frau in der Gotik

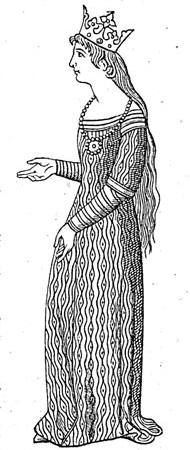
Eine adelige Dame des Hochmittelalters trägt einen körperbetonenden Surcot

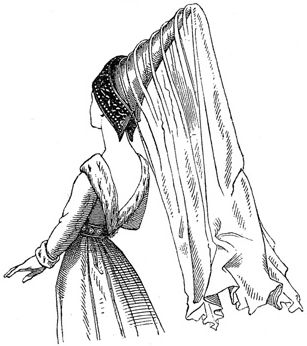
Hennin

Die Frauen trugen genau wie die Männer ein fußlanges und langärmliges Unterkleid, die Cotte, das meist aus Leinen oder Seide genäht wurde. Darüber wurde ein loses, langes, später ärmelloses Überkleid, der Surcot, gezogen, das mit einer Schleppe versehen war.
Die burgundische Mode war körpereng, mit weitem schleppenden Rock und einem enganliegenden Mieder, das vorn über dem Hemd zusammengeschnürt wurde. Unter dem tiefen Ausschnitt trug man einen Gürtel.
Als Kopfbedeckung trugen die verheirateten Frauen immer noch das Gebende oder die Rise, ein gefaltetes Kopftuch. Besonders in Burgund war der Hennin verbreitet, eine kegelförmige Haube, die oft einen Meter hoch war und mit Schleiern versehen wurde. Junge Frauen trugen oft Reifenblumen oder Bänderkränze. Als Schuhe verwendeten die Frauen ebenfalls Wendeschuhe.

## Regionale Eigenheiten

### Städte
So wie die jeweiligen Zeiten ihre modische Besonderheiten aufwiesen, so gab es auch regionale Eigenheiten. Ab dem 15. Jahrhundert war es in der Stadt üblich, Unterschuhe oder Trippen zu tragen. Diese hatten eine Holzsohle und einen Bügel aus Leder, in welchen man mit seinen Schnabelschuhen hineinschlüpfte. Sie dienten dem Schutz der eigentlichen Schuhe vor Feuchtigkeit und Schmutz, vor allem aber schützten sie die weiche Sohle der wendegenähten Schuhe vor Abnutzung am zunehmend verbreiteten Straßenpflaster.
Hannover war um 1300 vermutlich die erste deutsche Stadt, die ihren Bürgern eine standesgemäße Kleider- und Schmuckordnung aufsetzte.

### Skandinavien
In der Wikingerzeit trug man in südskandinavischen Ländern helle Hosen, die Dunklen (meistens schwarz) waren den Adligen vorbehalten. Ansonsten blieb sich die Kleidung zwischen Adel und Volk aber fast gleich, nur an der Menge des Schmuckes und der Qualität des Schwertes konnte man einen Standesunterschied noch erkennen. Wobei in diesem Fall die Grenzen durch die reichen skandinavischen Kauffahrer fließend waren. Sklaven war es in dieser Zeit und Region untersagt, Schuhe und langes Haar zu tragen, was beides ein Symbol für Freiheit war.

### Schottland
Entgegen vielen Behauptungen fingen die Schotten erst in der Moderne, im 19. Jahrhundert, an, Tartans als Zeichen der Clanzugehörigkeit zu tragen. Auch der „Great belted Plaid“ (engl. „große, gegürtete Decke“) ist eine Erfindung der späten Renaissance, sowie der Kilt der Neuzeit.
Die ersten dokumentierten Plaids aus dem 16. Jahrhundert sind einfarbig.
In Schottland wurde im Mittelalter die gleiche Kleidung wie auf dem Festland getragen, d. h. bis in die frühe Gotik die germanische Langhose und Tuniken, sowie danach Cotte und Beinlinge.